# Пежо 301 (1932)
Пежо 301 (фр. Peugeot 301) је четвороцилиндрични велики породични аутомобил произведен у Пежоу између 1932. и 1936. године.
Оригинал 301 може да се сматра било као закаснела замена за Пежо тип 177, који није био у продаји од 1928. године, или као повратак Пежоа том тржишном сегменту, након што га је запоставио скоро четири године.
Он је замењен у 1936 године Пежоом 302.

## Каросерија
Пежо 301 је произведен у 6 варијати са великим бројем облика каросерија скоро у свим варијантама. Код варанти су каросерије рестилизоване, због побољшања аеродинамичкх карактеристика.

### 301 Ц
Ова варијанта је произведено у 20.729 јединица између марта 1932. и августа 1933. 301 Ц показао прве назнаке аеродинамике у форми коју карактеришу веома заобљене ивице, доступан у следећим верзијама:
Лимузина: 4 седишта са четворо врата и 6 бочних прозора 6 и доступан у 4 подверзије.
Седан: 4 седишта са четворо врата и четири бочна стакла, доступна у основној луксузној верзији и супер луксузној верзији.
Купе: 4 седишта са двоја врата и 4 бочна стакла.
Кабриолет: 4 седишта са двоја врата и 2 бочна прозора.
Родстер: 2 седишта са 2 седишта и без бочних прозора.

### 301 М и 301 Л
Произведено је 1.287 укупно примерака, предвиђени за превоз путника и за теретни саобраћај.
Породични: лимузина каросерије до 7 седишта, 4 врата и 6 бочних стакла. Аутомобил који је дизајниран за превоз лица.
Комерцијални: лимузина каросерије 6 места, 5 врата 5 и 6 задњих стакала.

### 301 ЦР
Произведено је 12.578 примерака која је заменила варијанту Ц, у односу на коју, ЦР карактеришу мекше линије, уз побољшану аеродинамику. Такође је промењен дизајн пераја код хладњака. 301 ЦР је доступан као:
Салон: 4 места, 4 врата и 4 бочна стакла, доступна у основној верзији, луксузној, туристичко-луксузној и раскошном верзијом са аеродинамичком каросеријом.
Купе: 4 места са двоја врата и 4 бочних прозора.
Кабриолет: 4 седишта са двоја врата и 4 бочних прозора са класичном или аеродинамичном каросеријом.
Родстер: 2 седишта са 2 врата и без бочних прозора.

### 301 ЛР
Произведен је у 4.660 примерака и био је луксузна варијанта ЦР серије, а био је доступан као:
Породични: 7 седишта са 4 врата и 6 бочних прозора.
Комерцијални: 7 седишта 5 врата (укључујући врата пртљажника) и 6 бочних прозора.
Лимузина профилисана: аеродинамичка каросерија 4 места, 4 врата и 4 бочна стакла.
Купе профилисан: аеродинамичка каросерија 4 седишта, 2 врата и 4 бочна прозора.

### 301 Д
Произведен у 30.058 примерака, са најбољом аеродинамиком каросерије од свих 301-ца доступан као:
Лимузина: 4 седишта са четворо врата и шест бочних прозора, доступан у једној верзији.
Лимузина (берлина): 4 места, 5 врата и 4 бочна прозора, доступан у једној верзији.
Пословна лимузина: 2 седишта са 5 врата (укључујући врата пртљажника) и 4 бочна стакла, у једној верзија.
Купе: 4 седишта са двоја врата и са 2 бочна стакла.
Кабриолет: 4 места са двоја врата и 2 бочна прозора.

### 301 Eclipse
То је посебна верзија 301-це, произведена у свега неколико примерака, а карактерише је по први пут на аутомобилу, савијени метални кров. То је предак актуелних купе-кабриолет аутомобила.

## Мотор
Упркос променама у дизајну каросерије током трајања Пежоа 301, конфигурација мотора остала иста: водом хлађен са четири цилиндра за 1465 cm³. Максимална снага 35 КС (26 КВ) при 4000 обртаја, уз максималну брзину за путничко возило између 80 км/ч и 100 км/ч зависно од облика каросерије. За 301 комби максимална брзина не прелази 70 км/ч. Електрични стартер је био уграђен, иако, као што је то нормално у то време, одредба за ручно окретање је остало.
Погон на задње точкове везан је преко мануелног мењача, без синхронизације, а добош кочнице су каблом повезане тако да су уграђена штоп светла. Тип 301 опремљен је независним предњим вешањем што је смањивало вибрације на волан и тиме побољшана управљивост аутомобила. Лиснате опруге на задњем делу аутомобила уграђене су биле у складу са савременом праксом.

## Галерија
- Лого Пежо 301
- Пежо T301 пикап из 1934. године
- Пежо 301 Л лимузина из 1933. године
- Пежо 301 Д лимузина из 1935. године
- Пежо 301 Д кабриолет
- Пежо 301 Ц
- Пежо 301 ЦР
- Пежо 301 ЦР позади
- Пежо 301
- Пежо 301 позади